# New Orleans Pelicans 2013-2014
La stagione 2013-14 dei New Orleans Pelicans fu la 12ª nella NBA per la franchigia.
I New Orleans Pelicans arrivarono quinti nella Southwest Division della Western Conference con un record di 34-48, non qualificandosi per i play-off.

## Roster
| N° | Naz.                   | Ruolo | Sportivo          | Anno | Alt. | Peso |
| -- | ---------------------- | ----- | ----------------- | ---- | ---- | ---- |
| 0  | Nigeria (bandiera)     | A     | Al-Farouq Aminu   | 1990 | 206  | 98   |
| 1  | Stati Uniti (bandiera) | A     | Tyreke Evans      | 1989 | 198  | 100  |
| 2  | Stati Uniti (bandiera) | A     | Darius Miller     | 1990 | 203  | 107  |
| 3  | Stati Uniti (bandiera) | G     | Anthony Morrow    | 1985 | 196  | 95   |
| 4  | Stati Uniti (bandiera) | C     | Melvin Ely        | 1978 | 208  | 118  |
| 5  | Stati Uniti (bandiera) | C     | Jeff Withey       | 1990 | 213  | 107  |
| 8  | Stati Uniti (bandiera) | A     | Luke Babbitt      | 1989 | 206  | 102  |
| 8  | Stati Uniti (bandiera) | A     | Josh Childress    | 1983 | 203  | 95   |
| 10 | Stati Uniti (bandiera) | G     | Eric Gordon       | 1988 | 191  | 101  |
| 11 | Stati Uniti (bandiera) | G     | Jrue Holiday      | 1990 | 191  | 82   |
| 14 | Stati Uniti (bandiera) | A     | Jason Smith       | 1986 | 213  | 109  |
| 17 | Stati Uniti (bandiera) | C     | Lou Amundson      | 1982 | 206  | 102  |
| 21 | Stati Uniti (bandiera) | A     | Arinze Onuaku     | 1987 | 206  | 125  |
| 22 | Stati Uniti (bandiera) | G     | Brian Roberts     | 1985 | 185  | 82   |
| 23 | Stati Uniti (bandiera) | A     | Anthony Davis     | 1993 | 208  | 100  |
| 25 | Stati Uniti (bandiera) | G     | Austin Rivers     | 1992 | 193  | 91   |
| 31 | Stati Uniti (bandiera) | A     | James Southerland | 1990 | 203  | 98   |
| 33 | Stati Uniti (bandiera) | A     | Ryan Anderson     | 1988 | 208  | 109  |
| 34 | Stati Uniti (bandiera) | C     | Greg Stiemsma     | 1985 | 211  | 118  |
| 42 | Francia (bandiera)     | C     | Alexis Ajinça     | 1988 | 213  | 100  |
| 42 | Stati Uniti (bandiera) | A     | Lance Thomas      | 1988 | 203  | 102  |

## Staff tecnico
- Allenatore: Monty Williams
- Vice-allenatori: Randy Ayers, Bryan Gates, Dave Hanners, Fred Vinson
- Preparatore atletico: Jon Ishop
- Preparatore fisico: Carlos Daniel